# Andrena subsmaragdina
Andrena subsmaragdina är en biart som beskrevs av Osytshnjuk 1984. Andrena subsmaragdina ingår i släktet sandbin, och familjen grävbin. Inga underarter finns listade i Catalogue of Life.